# Açafá
Abu Alabás Abedalá Açafá ibne Maomé ibne Ali ibne Abedalá Ali ibne Abedalá ibne Abas ibne Abedul Mutalibe ibne Hixame (Abu al-`Abbās `Abdu'llāh as-Saffāh ibn Muhammad ibn Ali ibn Abdullah Ali ibn Abdullah ibn Abbas ibn Abdul Muttalib ibn Hashim), melhor conhecido apenas como Açafá (em árabe: السفّاح; romaniz.: As-Saffah; lit. "Pessoa que doa dinheiro e é generosa"), foi o primeiro califa abássida.

## História
Açafá era o líder da tribo dos Banu Haxim, cuja linhagem descendia de Haxim, um bisavô de Maomé via Alabas, um tio do profeta. Os Banu Haxim contavam com grande apoio no grupo do califa Ali que tinha morrido em 661. Como narrado em diversos hádices (tanto nas tradições sunitas quanto nas xiitas), eles acreditavam que no final dos tempos um outro grande líder (ou Mádi) iria aparecer na família do profeta Maomé e de Ali, que irá então libertar o Islã. As políticas pouco efetivas dos últimos omíadas, que toleravam os muçulmanos não-árabes e os xiitas foram incapazes de eliminar a tensão entre essas facções minoritárias.
Esta tensão levou à revolta durante o reinado do califa omíada Hixame ibne Abedal Maleque em Cufa, uma proeminente cidade no sul do Iraque. Os xiitas se revoltaram em 736 e mantiveram a cidade cativa até 740, liderados por Zaíde ibne Ali, um neto de Huceine ibne Ali e outro membro dos Banu Haxim. A rebelião de Zaíde fracassou e foi sufocada pelos exércitos omíadas em 740, mas ela foi uma demonstração tanto da força dos omíadas quanto da crescente tensão no mundo muçulmano.
Açafá preferiu se concentrar no Grande Coração, uma importante região militar que abrangia o Irã oriental, a parte sul das repúblicas da Ásia Central do Turcomenistão, Uzbequistão, Tajiquistão e Quirguistão, assim como o norte do Afeganistão. Em 743, a morte do califa Hixame provocou uma guerra civil no Império Islâmico. Abu Alabás, apoiado pelos xiitas e pelos residentes do Grande Coração, liderou suas forças e conseguiu subjugar os turcos e chineses da região na Batalha de Talas, depondo o último dos califas desta dinastia, Maruane II, em 750. A guerra civil foi marcada por profecias milenaristas encorajadas pela crença de alguns xiitas de que Açafá seria o Mádi. Proeminentes acadêmicos islâmicos escrever obras como a Jafr, relatando aos fiéis que a brutal guerra civil era o grande conflito entre o bem e o mal. A escolha dos omíadas de entrar em combate portando bandeiras brancas e dos abássidas de entrar com outras negras só encorajavam essas teorias.

## Governo abássida

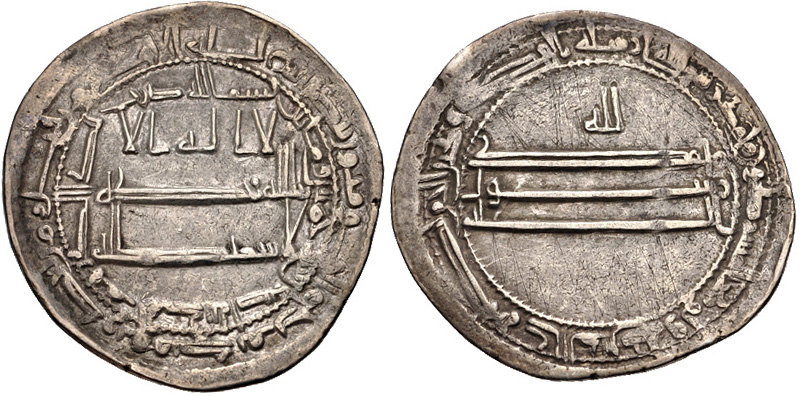
Dirrã de Açafá

De acordo com as fontes abássidas, no ano de 750, Açafá conseguiu a vitória final na Batalha do Zabe. Ele marchou sobre a capital Damasco e fundou uma nova dinastia, chamada de Abássida. Em seguida, ele enviou suas forças para a Ásia Central, Sinde, Arábia, Anatólia, Egito e o Norte da África para enfrentar as forças locais e consolidar o nascente Califado Abássida.
Preocupado com o retorno ao poder pelos omíadas, Açafá convidou todos os membros remanescentes da família omíada para um banquete e os assassinou a pauladas antes do início da refeição, que foi então servida aos demais convidados. O único sobrevivente, Abederramão I, escapou para Alandalus (a Espanha islâmica), onde um califado omíada iria perdurar ainda por mais três séculos (Emirado e, posteriormente, Califado de Córdova). Por sua frieza em seu esforço para eliminar a família omíada, ele ganhou o epíteto de "Açafá", que significa "açougueiro" ou "derramador de sangue".
Após a vitória sobre os omíadas, o curto reinado de Açafá foi marcado por seus esforços para consolidar e reconstruir o califado. Seus aliados foram representados no novo governo, mas, com exceção da brutalidade contra os omíadas, Açafá é amplamente reconhecido pelos historiadores como tendo sido um conquistador generoso. Judeus, cristãos nestorianos e persas fizeram parte de seu governo e nas administrações subsequentes. A educação também foi encorajada e a primeira fábrica de papel, manejada por habilidosos chineses aprisionados na Batalha de Talas, foi construída em Samarcanda.
Igualmente revolucionária foi a reforma que ele promoveu no exército, que passou a incluir não-muçulmanos e não-árabes, contrastando frontalmente com a política dos omíadas, que rejeitava ambos os grupos. Açafá selecionou o hábil Abu Muslim como seu comandante militar, um oficial que permaneceria até 755 no exército abássida.
Açafá renegou suas promessas à comunidade xiita ao reclamar para si o califado. Eles esperavam que o seu imame seria nomeado califa, inaugurando a era de paz e prosperidade que os milenaristas acreditavam ser iminente. A traição alienou alguns aliados de Açafá, embora o apoio que ele recebeu de outros grupos minoritários tornou o governo dos abássidas mais simples que o dos omíadas. Açafá morreu de varíola em 10 de junho de 754, apenas quatro anos depois de depor os omíadas. Ele apontou o seu irmão Abu Jafar Almançor e, em seguida, Issa ibne Muça como seus sucessores.